# Консильєрі
Консильєрі (італ. Consigliere) — посада в лідерській структурі сицилійської, калабрійської та американської мафії. В англійській мові слово консильєрі стало відомим завдяки роману «Хрещений батько» та його однойменної адаптації. У романі, консильєрі є радником злочинного боса з додатковими обов'язками представлення інтересів боса на важливих зустрічах всередині злочинної сім'ї або з іншими сім'ями. Консильєрі — близький друг та довірена особа боса, злочинна версія досвідченого державного діяча. Інколи він виступає в ролі «правої руки» боса. За своєю суттю, консильєрі є одним з небагатьох в сім'ї, хто може сперечатися та перечити босу.
В реальному житті консильєрі є загалом третьою особою в ієрархії сім'ї після боса та його заступника. Вони троє утворюють так звану «адміністрацію».

## Американська мафія

Структура мафії

Широкому загалу про консильєрі вперше стало відомо від Джо Валакі, коли той згадував про таємничого «Сандіно», який в якості радника вирішував спірні справи сім'ї Дженовезе в 1940-х роках. Проте згодом роль консильєрі зросла до більш активної у сімейних справах. Наприклад, 1971 року консильєрі сім'ї Коломбо Джозеф Яковеллі організував вбивство колишнього члена сім'ї Джо Галло. Через двадцять років інший консильєрі сім'ї Коломбо Карміне Сесса робив спробу вбивства виконувача обов'язки боса Віктора Орени. 1992 року, коли Стефано Вітабіле, консильєрі сім'ї Нью-Джерсі дізнався, що заступник боса Джон Д'Амато є бісексуалом, наказав його вбити.
Серед консильєрі останніх років є: Джеймс Іда, консильєрі сім'ї Дженовезе (відбуває довічний термін у в'язниці з 1996 року), Домінік Чірілло (виконувач обов'язків консильєрі Дженовезе), Джозеф Короццо (консильєрі сім'ї Гамбіно), Ентоні Рабіто (консильєрі сім'ї Бонанно). Всі ці приклади демонструють, що практика призначати консильєрі з-поміж радників залишилась в минулому, натомість сучасні консильєрі походять з капореджиме та солдатів.